# Richard Degen (Richter)
Richard Degen (* 22. November 1872 in Bayreuth; † 20. Juni 1945 in München) war ein deutscher Jurist und Senatspräsident beim Bayerischen Obersten Landesgericht und beim Oberlandesgericht München.

## Leben
Richard Degen absolvierte ab 1891 ein Studium der Rechtswissenschaft an der Ludwig-Maximilians-Universität München und legte im Jahre 1898 das Große juristische Staatsexamen ab. Er gehörte seit 1891 der Studentenverbindung Apollo München (seit 1933 Münchener Burschenschaft Apollo in der DB) an. Am 1. November 1900 wurde er Staatsanwalt in Fürth und wechselte am 15. Februar 1902 als Amtsrichter zum Amtsgericht München I. Zum 1. November 1904 wurde er in das Staatsministerium der Justiz berufen und am 1. Februar 1934 zum Senatspräsidenten des Bayerischen Obersten Landesgerichts ernannt. Auf dem Weg dorthin bekleidete er folgende Ämter
- 1. April 1905 bis 31. Dezember 1907 zweiter Staatsanwalt
- 1. Januar 1908 bis 31. Juli 1914 Landgerichtsrat beim Landgericht München I
- 1. August 1913 bis 31. Januar 1934 erster Staatsanwalt

Dabei wurde er nach dem Stellenplan weiterhin beim Justizministerium geführt, in dem er am 22. März 1914 Regierungsrat, am 16. Mai 1918 Oberregierungsrat, am 1. Februar 1920 Ministerialrat und am 1. Dezember 1928 Ministerialdirektor wurde. Am 16. September 1926 erhielt er die Ernennung zum Generalsekretär des Justizministers.
Das Bayerische Oberste Landesgericht war von 1879 an bis zu seiner Auflösung durch die Nationalsozialisten im Zuge der Gleichschaltung der Justiz im Jahre 1935 das einzige oberste ordentliche Landesgericht in Deutschland. Degen wechselte mit der Auflösung des Gerichtes zum 1. April 1935 als Senatspräsident zum Oberlandesgericht München. Dabei behielt er die Amtsbezeichnung und das Gehalt eines Senatspräsidenten beim Obersten Landesgericht.
Zum 1. Januar 1939 wurde er in den Ruhestand verabschiedet.

## Sonstiges
Im progressiven Strafvollzug spielte Bayern eine Vorreiterrolle. So begrüßte Degen im Jahre 1923 den pädagogischen Ansatz, aus dem Gefängnis eine Besserungsanstalt und nicht einen Kerker zu machen; der Strafvollzug sei Erziehungsarbeit an einem besonders schwierigen Menschenmaterial.  
1928 bezeichnete er die Umstellung des Vergeltungsstrafvollzugs auf den Besserungs- und Erziehungsstrafvollzug als Abkehr von dem Bestreben, mit allen Mitteln und unter allen Umständen den Willen des Gefangenen zu biegen oder zu brechen.

## Schriften
- Der Strafvollzug in Stufen, Verlag der hamburgischen Strafanstalten 1926
- Strafvollzug und Gefangenenseelsorge, Bayerisches Staatsministerium der Justiz 1928